# Mont-Saint-Martin (Aisne)
Mont-Saint-Martin é uma comuna francesa na região administrativa de Altos da França, no departamento de Aisne. Estende-se por uma área de 5,81 km². Em 2010 a comuna tinha 74 habitantes (densidade: 12,7 hab./km²).